# Holzwespen-Schlupfwespe

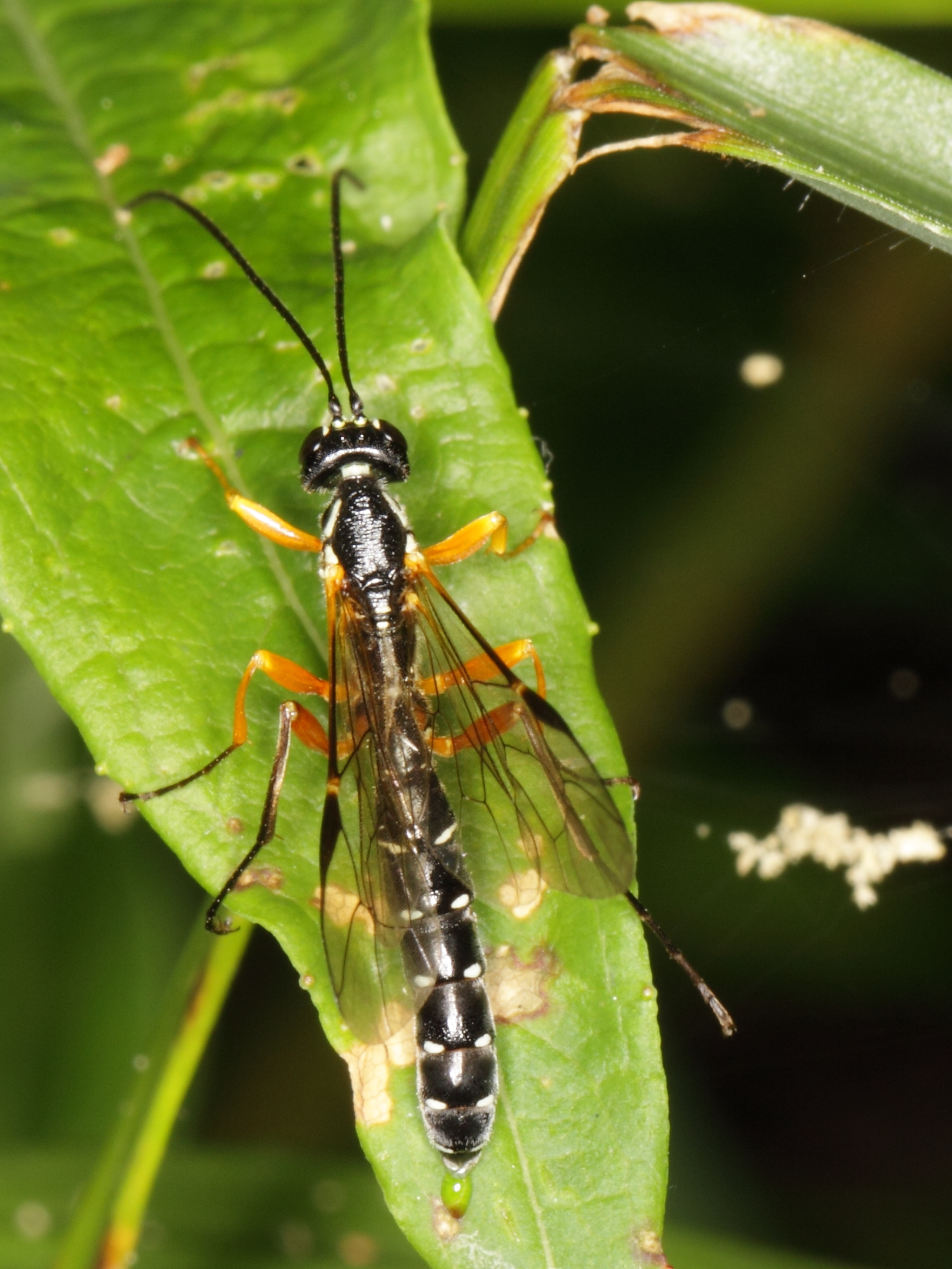
♂ Dorsalansicht

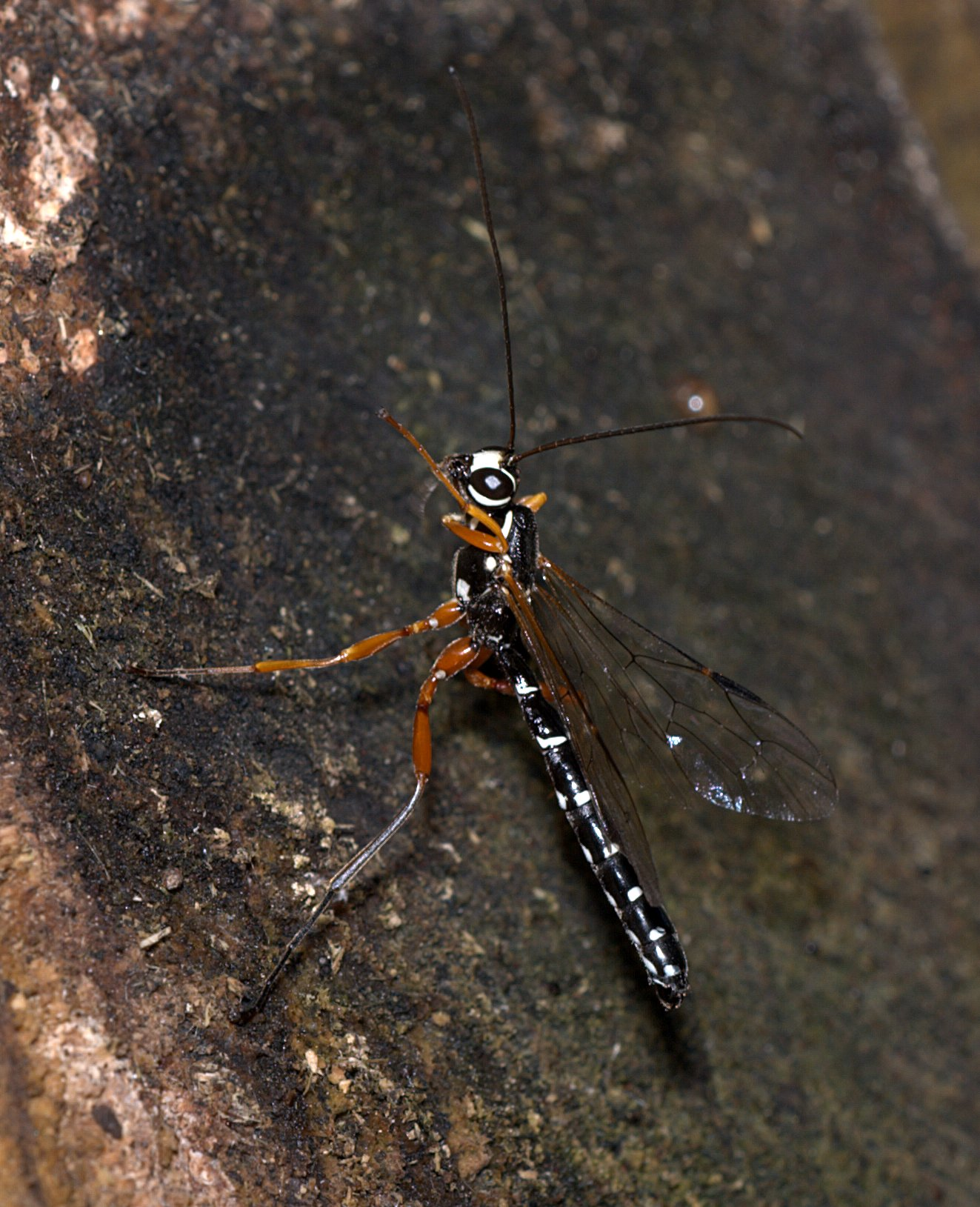
♂ Seitenansicht

Die Holzwespen-Schlupfwespe (Rhyssa persuasoria), auch Riesenholzwespen-Schlupfwespe genannt, ist eine in der Nordhemisphäre weit verbreitete Art der Schlupfwespen. Ihre Larven sind Parasitoide von Holzwespen-Larven, beispielsweise der Riesenholzwespe. Die Art wurde in Südamerika, Neuseeland und Australien zur Bekämpfung der eingeschleppten Blauen Fichtenholzwespe angesiedelt. Die Holzwespen-Schlupfwespe ist das Insekt des Jahres 2025.

## Merkmale
Die Holzwespen-Schlupfwespe ist eine sehr große, grazil gebaute Schlupfwespe mit Körperlängen zwischen 18 und 35 Millimeter, mit langen, fadenförmigen Antennen und langgestrecktem, walzenförmigem Hinterleib. Beim Weibchen kommt dazu noch ein schlanker Legebohrer (Ovipositor) von fast gleicher Länge, der in Ruhestellung lang nach hinten über den Hinterleib vorragt. Die Grundfärbung des Körpers des Weibchens ist schwarz, mit abstechenden weißen (bis gelblichweißen) Markierungen. Weiß sind zwei Bänder vorn am Kopf, auf der Innenseite der Komplexaugen, ein Fleck auf der Stirn (Frons) und auf den Schläfen. Am Mittelabschnitt (Mesosoma) sind weiß Teile des Pronotums, die Flügelschuppen (Tegulae) und ein Band unterhalb davon, Teile der Mesopleuren, Scutellum und Postscutellum und Flecken auf dem Propodeum. Am freien Hinterleib (Metasoma) tragen die Tergite weiße Fleckenreihen. Die Antennen sind rötlichbraun gefärbt, immer ohne zentrales weißes Band, auch der Clypeus kann braunrot sein. Die Beine sind rot gefärbt, meist mit bräunlich verdunkelten Schenkeln (Femora), nur an den Hinterbeinen auch Schienen (Tibien) und Füßen (Tarsen). Gelegentlich sind die Beine etwas gelb gefleckt. Das Männchen ist wie das Weibchen gefärbt, nur sind Gesicht, Vorder- und Mittelhüften sowie die beiden Abschnitte des, wie typisch für alle Schlupfwespen, zweigeteilten Trochanteren (Trochanter und Trochantellus) an diesen Beinen gelb, oft schwarz gefleckt.
Die Art ist von den Angehörigen der ähnlichen, auch ähnlich großen Gattungen Rhyssella und Megarhyssa an einem zahnartigen Vorsprung (Tuberkel) zentral vorn am Clypeus zu unterscheiden, während seitliche Tuberkel nicht auftreten. Außerdem trägt das erste Tergit des freien Hinterleibs seitlich je ein tiefes Grübchen, weiterhin ist der Legebohrer des Weibchens im Verhältnis zur Körperlänge kürzer als bei Megarhyssa und der freie Hinterleib trägt auf den Sterniten 2 bis 4 jederseits ein Tuberkel, das als Leiteinrichtung für den Legebohrer dient. Allen Angehörigen der Rhyssinae gemeinsame Merkmale, die die Unterscheidung von anderen Unterfamilien der Schlupfwespen ermöglichen, sind etwa: Querader 2m-cu in der Flügelmitte vorhanden, Mesoscutum (Rückenplatte) auf der gesamten Fläche auffallend grob und unregelmäßig quergestreift, Propodeum ohne Längskiele. Von der Gattung Pseudorhyssa (Unterfamilie Pimplinae, Tribus Delomeristini) unterscheiden sie sich u. a. durch die fehlenden Augenkiele.

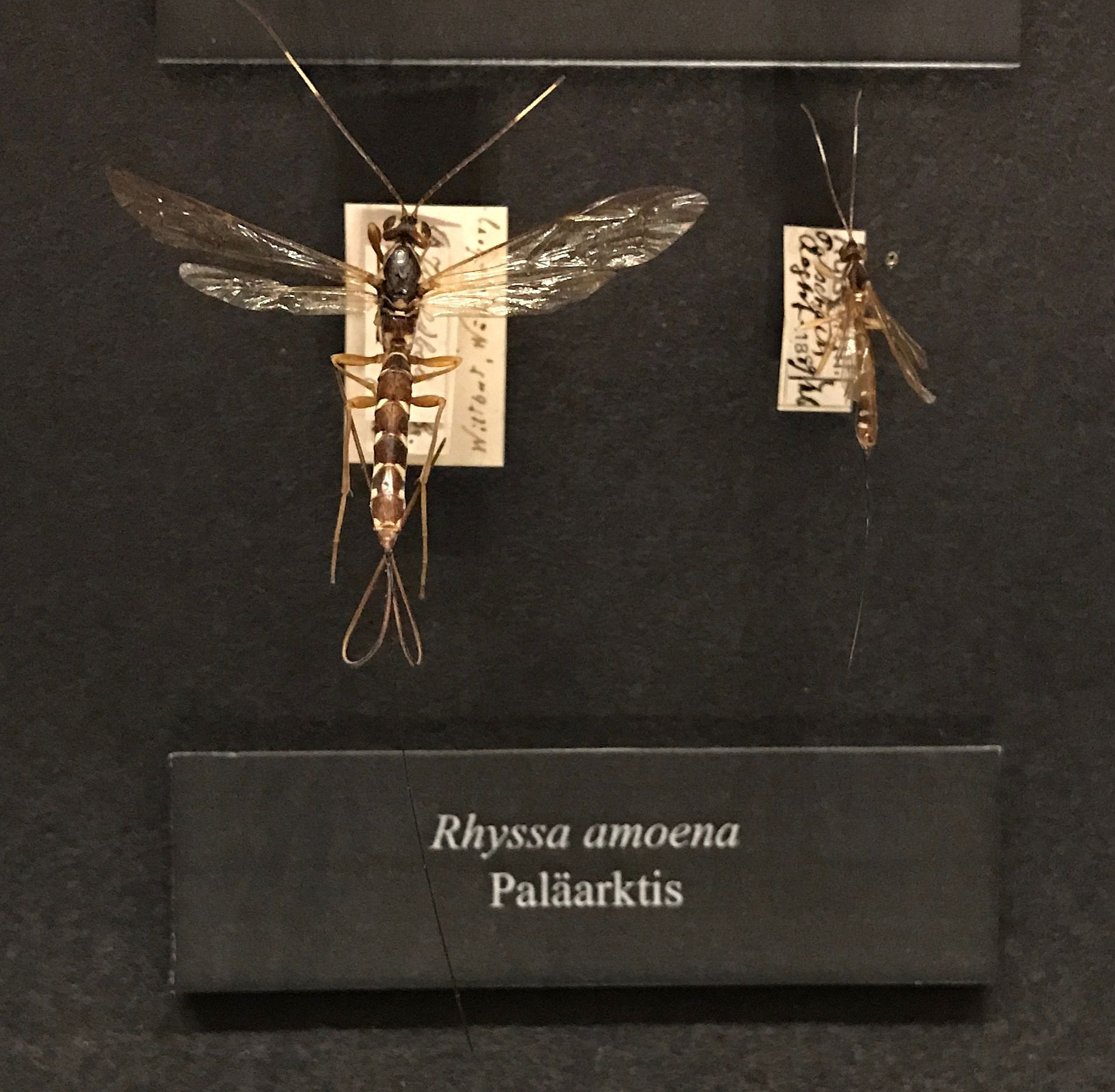
Rhyssa amoena mit weißen Antennengliedern

Von den beiden anderen in Mitteleuropa lebenden Arten der Gattung ist die Art anhand von Färbungsmerkmalen sicher unterscheidbar. Weibchen von Rhyssa kriechbaumeri haben ein schwarzes Gesicht (ohne weiße Streifen, manchmal mit zwei kleinen weißen Flecken) und rein schwarzes Propodeum, bei Rhyssa amoena sind die mittleren Antennenglieder weiß gefärbt, so dass die Antenne ein zentrales weißes Band trägt, und der Clypeus ist gelb. Rhyssa persuasoria ist damit eine der wenigen Schlupfwespen, die auch für Nicht-Spezialisten relativ sicher bis zur Art bestimmbar sind.

## Lebensweise
Die Larven der Art sind idiobionte Ektoparasitoide von Holzwespenlarven. Das bedeutet: die Schlupfwespe lähmt die Holzwespenlarve bei der Eiablage durch einen Giftstich, so dass diese zwar weiterlebt, aber nicht mehr aktiv ist und nicht mehr wächst; außerdem lebt die Parasitenlarve außen auf der Wirtslarve, in der sie nur durch die Mundwerkzeuge verankert ist. Die Holzwespen-Schlupfwespe durchläuft vier Larvenstadien.

### Larven
Die Holzwespenlarve frisst in einem Gang tief im Holz verborgen, ihre Präsenz ist von außen nicht ohne weiteres erkennbar. Die weibliche Schlupfwespe erkennt von Holzwespen befallene Bäume am Geruch; und zwar riecht sie nicht die Wespenlarve selbst, sondern den von ihr mitgebrachten, holzabbauenden Pilz (der Gattung Amylostereum), mit dessen Hilfe die Holzwespenlarve das Holz verdauen kann. Ist geeignetes Holz gefunden, läuft die Schlupfwespe darauf umher, wobei sie die Oberfläche intensiv mit den Antennen abtastet und Hohlräume (mögliche Fraßgänge der Holzwespenlarve) mit dem Ovipositor abtastet. Geräusche oder Erschütterungen durch die Fraßtätigkeit der Wirtslarve scheinen keine wesentliche Rolle bei der Suche zu spielen, weil sie auch das immobile Puppenstadium attackiert. Für die Bohrung streckt das Weibchen den langgestreckten Hinterleib nach oben und bringt den Legebohrer in senkrechte oder fast senkrechte Stellung. Der dünne Legebohrer wird an der Ansatzstelle durch die Legebohrerscheide gestützt und geführt, die bei fortschreitender Bohrung zu den Seiten weggleitet (sie ist dazu mit einer Querriefung versehen), außerdem dienen die Tuberkel des Hinterleibs als Stützeinrichtung. Die Bohrung durch das harte Holz nimmt lange Zeit (von 5 bis 33 Minuten) in Anspruch, es kommt aber verbreitet zu Probebohrungen von wenigen Minuten Dauer. Die Bohrung muss dabei nicht gerade sein, die Wespe ist imstande, den flexiblen Bohrer im Holz kurvenförmig feinzujustieren. Das Ei ist zur Passage durch den dünnen Legebohrer ungewöhnlich langgestreckt. Die ersten drei Larvenstadien verankern sich mit ihren langen, sichelförmigen Mandibeln im Wirt und ernähren sich durch austretende Körperflüssigkeit (Hämolymphe). Das vierte Larvenstadium frisst dann die Wirtslarve fast komplett auf. Die Larve braucht für ihr Wachstum insgesamt etwa fünf Wochen. Die ausgewachsene Larve spinnt dann einen dünnen Kokon im Fraßgang der Holzwespenlarve und überwintert darin (als verpuppungsbereite Altlarve oder „Präpuppe“). Die Verpuppung erfolgt im folgenden Frühjahr. Wenige Individuen durchlaufen allerdings eine abgekürzte Entwicklung und schlüpfen noch im selben Sommer aus; es kommt dadurch zu einer partiellen zweiten Generation. Die Parasitierung erfolgt aber hauptsächlich im Frühjahr.

### Imagines
Obwohl adulte Wespen ohne Nahrungsaufnahme imstande sind, neue Wirte zu parasitieren, steigt bei Nahrungsaufnahme durch die Wespen die Lebensdauer auf das Vier- bis Fünffache bei deutlich gesteigerter Aktivität. Nahrung im Imaginalstadium sind Kohlenhydrate wie Zucker und Stärke, die zum Beispiel durch Fraß von Honigtau oder an Kiefernnadeln gewonnen werden. Blüten werden nicht besucht. Die Flugzeit der Imagines reicht vom späten Frühjahr (April) bis in den Hochsommer (August). Imagines fliegen vor allem in Wäldern.

### Wirte
Die Holzwespen-Schlupfwespe ist spezialisiert auf Holzwespenlarven der Familie Siricidae, zum Beispiel der Gattungen Sirex, Urocerus und Xeris. Sie bevorzugt Nadelbäume. Obwohl auch zahlreiche Angaben für holzbewohnende Käferlarven als Wirte vorliegen, gilt es als unsicher, dass diese regelmäßig als Wirte herangezogen werden. Möglicherweise gehen die meisten Angaben auf Verwechslungen (gemeinsames Vorkommen mit Holzwespenlarven im selben Holz) oder seltene Fehlwirte zurück.

## Beziehungen zu anderen Schlupfwespen
Die Art Pseudorhyssa nigricornis (syn. P. sternata, P. maculicoxis) ist Kleptoparasit der Holzwespen-Schlupfwespe: Sie legt mit ihrem viel schwächeren Legebohrer ein Ei erst dann an der Holzwespenlarve ab, wenn diese durch Rhyssa persuasoria bereits parasitiert (und damit ein Loch vorgebohrt) ist. Die Pseudorhyssa-Larve verdrängt anschließend die Larve von Rhyssa. Rhyssa persuasoria selbst kann sich fakultativ als Hyperparasitoid, an Larven von anderen parasitoiden Hautflüglern an den Holzwespenlarven, entwickeln.

## Verbreitung
Die Art ist holarktisch verbreitet. Das riesige Areal umfasst Eurasien östlich bis Japan sowie Nordamerika. In Europa kommt sie bis in die Mittelmeerregion vor (Nachweise aus Spanien, Italien, Griechenland), fehlt aber im tropischen Afrika.

## Biologische Schädlingsbekämpfung
Die Art wurde zur Bekämpfung der Blauen Fichtenholzwespe (Sirex noctilio) in verschiedene Länder als biologischer Antagonist importiert, freigelassen und angesiedelt, in denen sie zuvor nicht heimisch war. Die Holzwespe war dort ebenfalls eingeschleppt worden und hatte sich zu einem ernsthaften ökonomischen Schädling an gepflanzten Kiefernkulturen entwickelt, dessen ökonomische Bedeutung weit größer ist als in seiner ursprünglichen Heimat. Rhyssa persuasoria war dabei nicht allein, aber gemeinsam mit anderen importierten Parasitoiden wie Megarhyssa nortoni und Ibalia leucospoides (Familie Ibaliidae) örtlich durchaus erfolgreich, wenn auch der parasitische Fadenwurm Beddingia siricidicola sich letztlich als erfolgreicher erwies. Weitere Ansiedlungen zum selben Zweck erfolgten in Neuseeland und Brasilien.

## Taxonomie und Systematik
Die Art wurde von Carl von Linné als Ichneumon persuasorius erstbeschrieben. Neben der Nominatform werden drei Unterarten anerkannt, die sich im Wesentlichen nur durch Färbungsmerkmale unterscheiden:
- Ryssa persuasoria himalayensis Wilkinson, 1927
- Rhyssa persuasoria nepalensis Kamath & Gupta, 1972
- Rhyssa persuasoria nigrofacialis Meyer, 1922

Die Art gehört in die relativ kleine Unterfamilie Rhyssinae mit 8 Gattungen und knapp 250 Arten weltweit, von denen in der westlichen Paläarktis nur 3 Gattungen mit 11 Arten vorkommen. Bei älteren Autoren wurden sie noch als Tribus Rhyssini in die Unterfamilie Pimplinae einbezogen. Die Rhyssinae wie auch die Gattung Rhyssa können nach heutiger Kenntnis eine monophyletische Gruppe bilden.